# Ньюэлл, Аллен
Аллен Ньюэлл (англ. Allen Newell, 19 марта 1927 года, Сан-Франциско, США — 19 июля 1992 года, Питтсбург, США) — американский учёный в области когнитивной психологии и искусственного интеллекта. Работал в исследовательском центре RAND и Университете Карнеги — Меллон, участвовал в разработке языка программирования IPL и двух самых ранних программ искусственного интеллекта — Logic Theory Machine (1956) и General Problem Solver (1957) (совместно с Гербертом Саймоном). В 1975 году совместно с Саймоном был награждён премией Тьюринга за основополагающие работы в области искусственного интеллекта и психологии механизмов человеческого восприятия. Член Национальной АН США (1972), удостоен Национальной научной медали (1992).

## Биография
Изучал физику в Стэнфордском университете и математику в Принстонском университете в конце 1940-х годов. С 1951 по 1960 годы работал в аналитическом центре корпорации RAND. Вместе со своим наставником Гербертом Саймоном разработал в 1956 году компьютерную программу Logical Theorist, которая смогла автоматически доказать 38 законов из книги Рассела и Уайтхеда «Principia Mathematica», что стало символическим достижением в развитии искусственного интеллекта.
Следующим достижением Саймона и Ньюэлла стала разработка программы General Problem Solver (GPS) — более мощного инструмента, чем Logical Theorist: программа могла не только доказывать утверждения, но и играть в шахматы и ханойские башни. Программа раскладывала проблему на более простые составляющие, решение которых возможно достичь.
В своей книге «Решение проблем человеком», опубликованной в 1972, Ньюэлл и Саймон обобщили результаты этих исследований, а также рассказали об исследованиях, объектами которых были люди, решавшие математические и логические головоломки.
Позднее стал одним из разработчиков теории и реализации в компьютерной программе Soar идей когнитивной архитектуры.
Член Американской академии искусств и наук (1972).
Скончался от рака.

## Награды и отличия
- Мемориальная премия Гарри Гуда (1971)
- Премия Тьюринга (1975, совместно с Гербертом Саймоном) — за «фундаментальный вклад в искусственный интеллект, психологию механизмов человеческого восприятия и обработку списков»[6]
- Стипендия Гуггенхайма (1976)[7]
- Почётный доктор Пенсильванского университета (1986)
- Премия Эмануэля Пиора (1990)
- Национальная научная медаль (1992)
- Медаль Луиса Леви (1992)